# Laurisilva
Der Laurisilva (auch latein Laurissilva, deutsch Lorbeerwald) ist ein auf den spanischen Kanarischen Inseln La Gomera, La Palma, Gran Canaria, El Hierro und Teneriffa und auf den portugiesischen Inseln Madeira und Azoren verbreiteter immergrüner und immerfeuchter Waldtyp der Höhenstufe der Gebirge zwischen 500 und 1.400 Metern Höhe und liegt damit in der subtropischen Nebelwaldstufe.
Der Laurisilva ist eine regionale Ausprägung der weltweit verbreiteten Pflanzenformation des Lorbeerwalds. Das heißt, Wälder ähnlicher Form existieren unter ähnlichen klimatischen Bedingungen auch andernorts, sie sind aber im Detail anders floristisch zusammengesetzt, insbesondere auch aus anderen Baumarten.
Vor Ankunft des Menschen auf den Inseln soll der Laurisilva – nach bioklimatischen und standörtlichen Rekonstruktionen – auf den Azoren etwa 200.000 Hektar, etwa 105.000 ha auf den Kanaren und 60.000 ha auf Madeira; also rund 365.000 ha in ganz Makaronesien groß gewesen sein. Zurzeit existieren davon noch etwa 40.000 Hektar, mit Schwerpunkt auf Madeira und Gomera. Das sind etwa 12,5 Prozent des ursprünglichen Areals. Die Laurisilva wird forstlich genutzt, nur kleine Bestände in abgelegenen Lagen sind noch Urwälder.

## Naturschutz

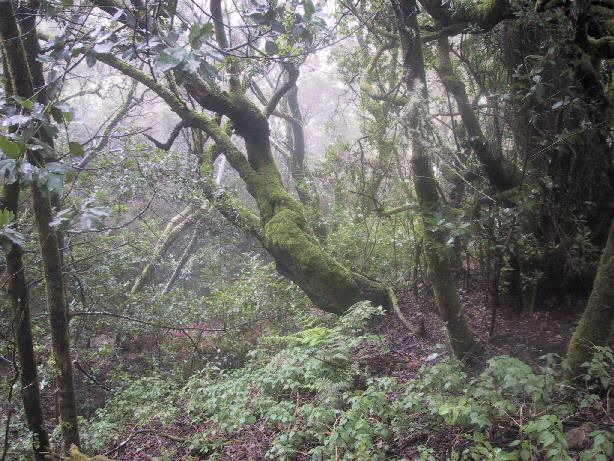
Laurisilva im Nationalpark Garajonay in La Gomera

Der Nationalpark Garajonay auf La Gomera (der größte noch zusammenhängende Lorbeerwald Europas) und der Lorbeerwald Laurisilva von Madeira sind jeweils UNESCO-Weltnaturerbe. Als prioritär geschützter Lebensraumtyp 9360, im Rahmen der FFH-Richtlinie der Europäischen Union, sind nahezu alle erhaltenen Bestände der Laurisilva Bestandteil des Schutzgebietsnetzes Natura 2000. Für ihre Pflege und Bewirtschaftung hat die Europäische Union eine Anleitung herausgegeben, die den, von den nationalen Behörden zu erstellenden, Managementplänen für die einzelnen Waldgebiete zugrunde liegen soll. Geschützt sind auf den Azoren 7 Gebiete mit insgesamt 3.665 Hektar Fläche, auf Madeira ein Gebiet (Parque Natural da Madeira) mit 12.687 Hektar Fläche, auf den Kanaren 53 Gebiete mit zusammen 6.612 Hektar Fläche.

## Eigenschaften und Standorte

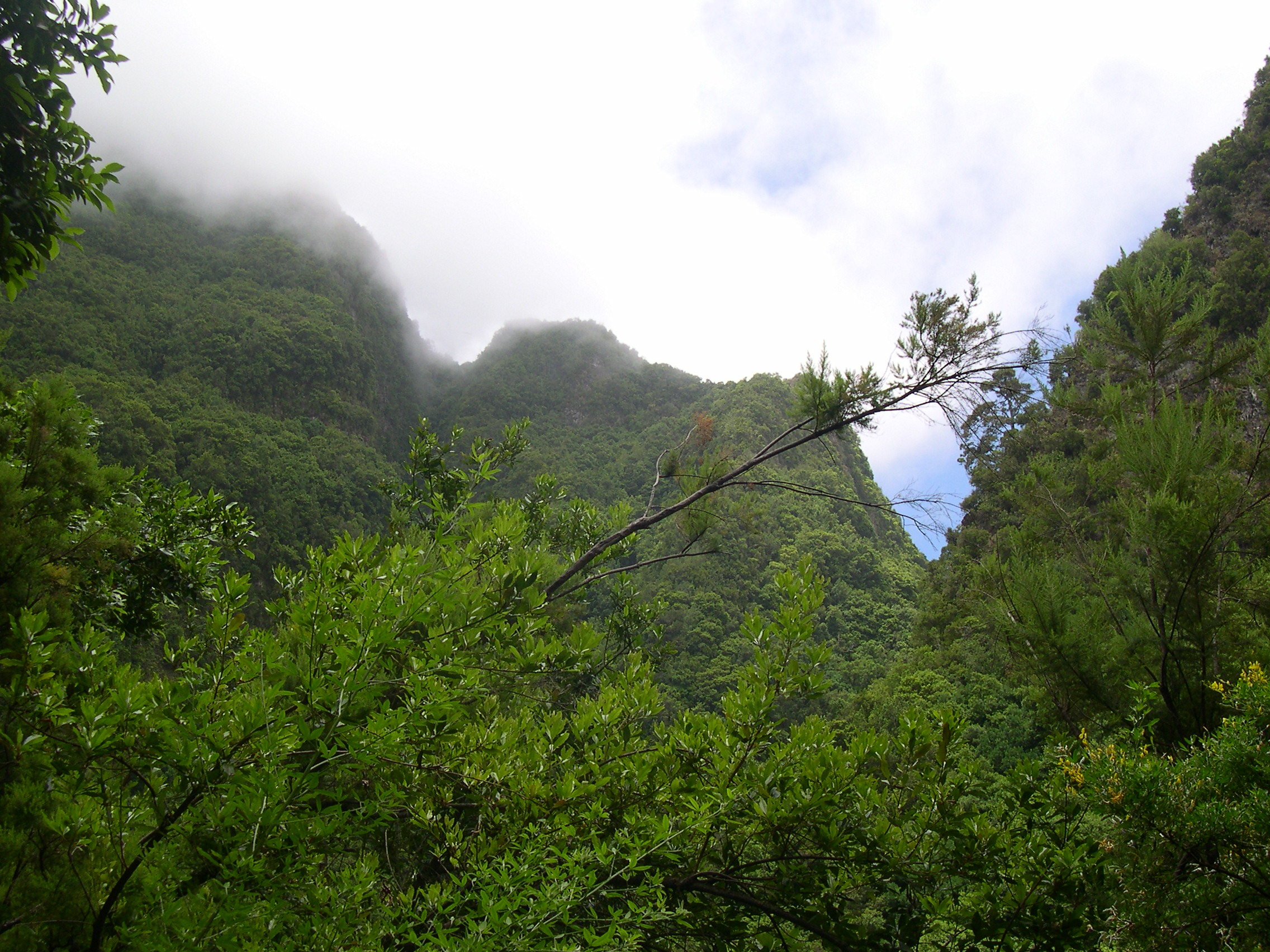
Laurisilva in La Palma

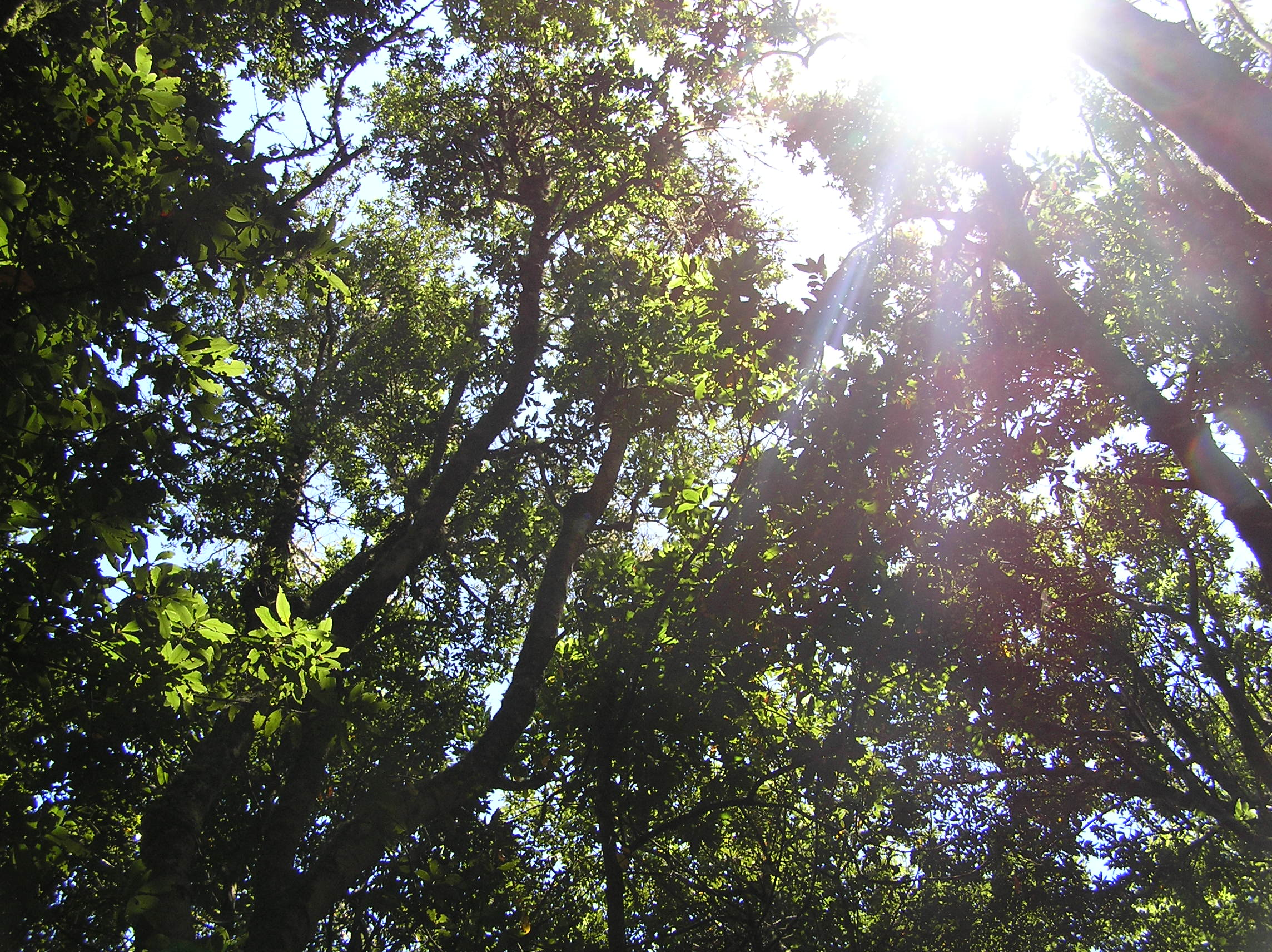
Laurisilva in Teneriffa

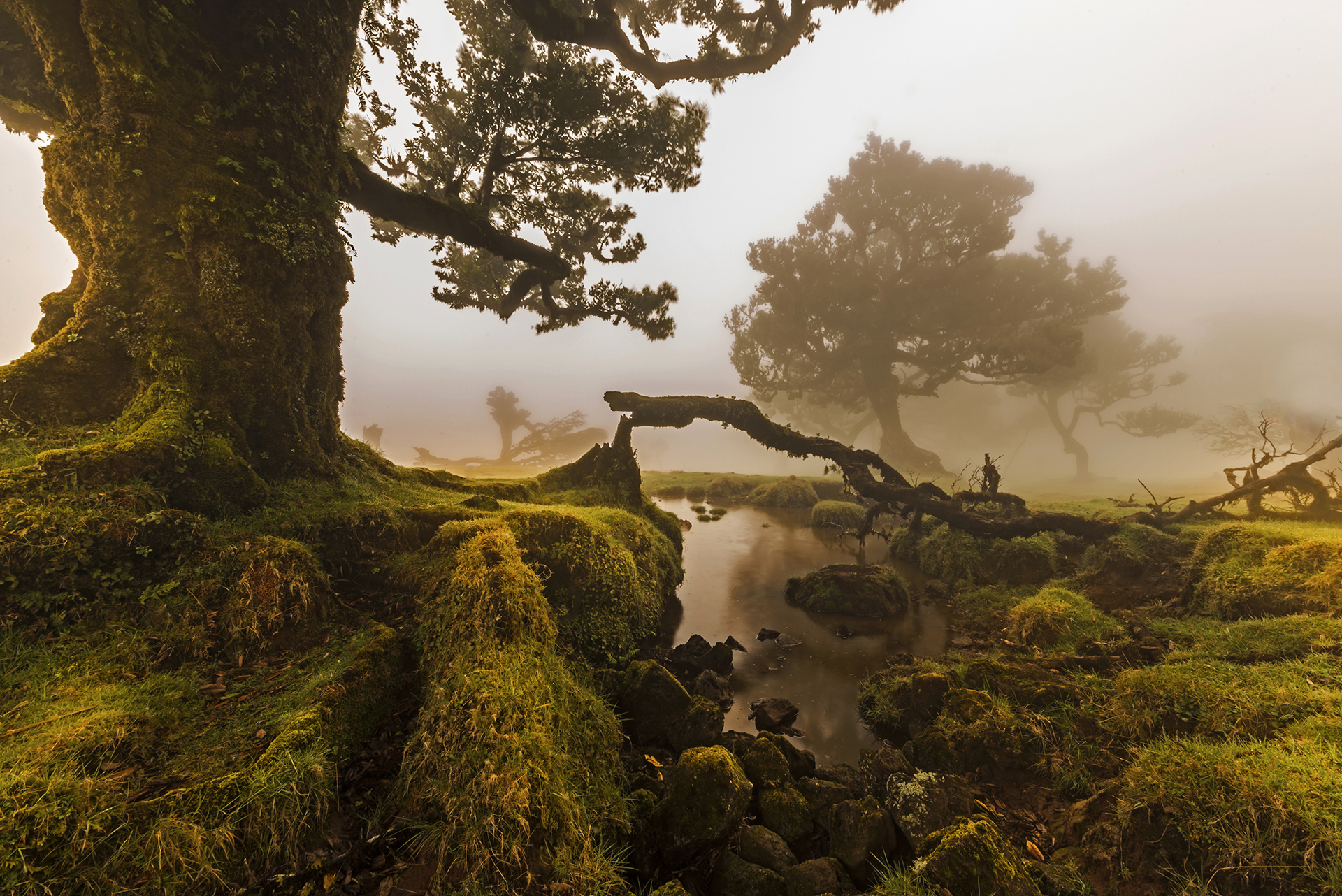
Laurisilva in Madeira

Der Laurisilva genannte makaronesische Lorbeerwald ist ein humider (bis hyper-humider), immergrüner Wald der Nebelwald-Stufe der vulkanischen Inselgebirge. Er erreicht im ungestörten Zustand eine Wuchshöhe von maximal etwa 40 Meter und besitzt ein geschlossenes Kronendach. Unter ungünstigen Standortbedingungen, auf trockeneren Standorten oder an steilen Felshängen, geht er über in makaronesische Felsheiden, die ebenfalls geschützter Lebensraumtyp mit zahlreichen endemischen Arten sind. Er wächst etwa von 500 bis 1500 Meter Meereshöhe, meist in Nordost-Exposition, der vorherrschenden Windrichtung der Passatwinde, die ihn mit Feuchtigkeit versorgen; aufgrund der anderen Lage und damit Windrichtung auf den Azoren bevorzugt er nur hier abweichend davon Südwest-Exposition und kommt, oder kam zumindest früher, bis fast auf Meereshöhe vor. Die durchschnittliche Jahrestemperatur ist etwa 13 bis 19 °C, Frost kommt nie vor. Der Jahresniederschlag durch Regen erreicht 500 bis 1500 mm (unter hyper-humiden Bedingungen auf den Azoren bis 3800 mm), hinzu kommen substantielle Wassermengen durch den häufigen Nebel, so dass der Wald fast nie unter Wasserstress zu leiden hat.
Während diese Pflanzengesellschaft in Europa durch die Eiszeiten, im Mittelmeerraum erst während der letzten Eiszeit  verschwand, konnte sie sich auf den Makaronesischen Inseln (Kanarische Inseln, Madeira und Azoren) teilweise halten.

## Geographie
Der inmitten La Gomeras liegende Nationalpark Garajonay bedeckt circa 10 Prozent der Inselfläche. Sein Ökosystem ist seit 1986 UNESCO-Weltnaturerbe.
Die Wälder im Park sind Lorbeerwälder, die aufgrund der fehlenden Eiszeit hier noch existieren. Das Herzstück des Nationalparks besteht aus immergrünem Nebelwald mit bis zu zwei Meter hohen Farnen, von den Bäumen hängenden langen Bartflechten, moosbewachsenen knorrigen Ästen und Bächen mit einigen wenigen Wasserfällen.
Der Lorbeerwald Laurisilva von Madeira auf Madeira bedeckt noch etwa 20 Prozent der Inselfläche und hat damit eine Ausbreitung von etwa 150 Quadratkilometern. Sie finden sich auf der Nordseite der Insel in einer Höhe zwischen 300 und 1300 Metern über dem Meer und auf der Südseite zwischen 700 und 1200 Metern. Sein Ökosystem ist seit dem 2. Dezember 1999 UNESCO-Weltnaturerbe.

## Flora und Vegetation
Bestandsprägend und namengebend im Lorbeerwald sind die vier Lorbeergewächse Azoren-Lorbeer (Laurus azorica, inkl. der taxonomisch umstrittenen Laurus novocanariensis), Barbusano (Apollonias barbujana), Indische Persea oder Vinhático (Persea indica) und Stinklorbeer (Ocotea foetens). Alle vier Arten sind Endemiten Makaronesiens (wobei Azoren-Lorbeer ein winziges Verbreitungsgebiet auch im angrenzenden Nordwestafrika besitzt). Auch die anderen Baumarten des Lorbeerwalds besitzen verbreitet ähnliche Blattgestalt (sie sind „lorbeerblättrig“ oder laurophyll), dazu gehören Portugiesische Lorbeerkirsche (Prunus lusitanica subsp. hixa), Picconia excelsa, Ilex canariensis und Ilex perado subsp. platyphylla, Pleiomeris canariensis und Heberdenia excelsa. Die Wälder sind oft sehr baumartenreich und können bereits auf wenigen Hektar Fläche mehr als 20 Baumarten umfassen.
Die Lorbeerwälder der Azoren sind durch einen aus der Kultur verwilderten Neophyten, den  Australischen Klebsamenbaum (Pittosporum undulatum), der sich stark ausgebreitet und die heimischen Arten verdrängt hat, massiv überprägt worden.
Im Unterstand, in Bestandslücken und in Übergangsbeständen zu den Felsheiden kommt eine reiche Strauchschicht oder zweite Baumschicht aus niedriger bleibenden Holzarten hinzu, sie umfasst Arten wie die Baumheide (Erica arborea); die Madeira-Besenheide (Erica platycodon ssp. maderincola); die Madeira-Heidelbeere (Vaccinium padifolium), den Zedern-Wacholder (Juniperus cedrus). Der Gagelbaum (Myrica faya) ist ebenfalls eine endemische Art Makaronesiens, er besitzt wie die baumförmigen Heiden seinen Verbreitungsschwerpunkt in den Felsheiden, kommt aber im Lorbeerwald ebenfalls vor. Er wurde gegen Ende des 19. Jahrhunderts von portugiesischen Auswanderern auf Hawaii eingeführt und hat sich dort als problematischer Neophyt erwiesen, der sich negativ auf die dortige Biodiversität auswirkt.
Im Unterwuchs des Lorbeerwaldes leben mehr als 40 endemische Arten, daneben viele Vertreter mit kleinen Vorkommen in besonderen Lagen im westlichen Mittelmeergebiet. Unter den vielen Farnarten ist der Wurzelnde Kettenfarn (Woodwardia radicans) dabei mit Wedeln von einer Länge bis zu zwei Metern die größte Art. Zu den Blütenpflanzen der Krautschicht des Lorbeerwaldes zählen zahlreiche endemische Arten, darunter auffallende wie die Kanaren-Glockenblume Canarina canariensis oder Kanarenenzian (Ixanthus viscosus).
Im pflanzensoziologischen System werden die Lorbeerwälder Madeiras und der Kanaren in der, auf die Inseln beschränkten, Klasse Pruno lusitanicae-Lauretea azoricae gefasst. Die eigentlichen Wälder bilden darin die Ordnung Pruno-Lauretalia azoricae. Die Lorbeerwälder der Kanaren und die meisten Bestände Madeiras werden darin als Verband Ixantho viscosae-Laurion azoricae gefasst (nach der Gliederung, die der Auffassung bei Natura 2000 zugrunde liegt, wird der Name nur für die kanarischen Wälder verwendet). Die Lorbeerwälder der Azoren bilden eine eigene Klasse Lauro azoricae-Juniperetea brevifoliae (bei Natura 2000 als Ordnung Ericetalia azorica bezeichnet).

## Fauna
Auch die Fauna der Laurisilva weist endemische Arten auf. Besonders charakteristisch sind die drei Taubenarten: Lorbeertaube (Columba junoniae) und Bolles Lorbeertaube (Columba bollii) auf den Kanaren und  Silberhalstaube (Columba trocaz) auf Madeira. Im Laurisilva der Azoren heimisch ist der, stark gefährdete, Azorengimpel (Pyrrhula murina).

## Tertiärrelikt-Hypothese
Lorbeerwälder wie auf den Kanarischen Inseln existierten nach einer populären Theorie im Tertiär aufgrund des wärmeren Klimas auch im Mittelmeerraum (Südspanien und Nordafrika), wo sie vor einigen Millionen Jahren ausstarben und den für die Winterregengebiete typischen Hartlaubwäldern Platz machten. Indizien dafür sind Arten wie Echter Lorbeer, Portugiesischer Kirschlorbeer oder Wurzelnder Kettenfarn, die bis heute im Mittelmeergebiet vorkommen, teilweise nur in winzigen Reliktvorkommen (siehe auch Tertiärrelikt) mit besonderer Luftfeuchte. Die sogenannte „paläotropische Geoflora“ Europas wies mehr Gemeinsamkeiten mit derjenigen Amerikas als mit der Ostasiens auf. Sie verschwand aus Europa im Zuge des zunehmend kälteren und trockeneren Klimas, das mit dem Eiszeitalter seinen Höhepunkt erreichte. Dafür spricht die Tatsache, dass in den Gebirgslorbeerwäldern der Kanaren insgesamt geringere Niederschlagsmengen herrschen als in anderen Lorbeerwaldregionen der Erde. Die Vegetation konnte sich hier nur halten aufgrund der zusätzlichen Nebelfeuchte.
Eine detaillierte Untersuchung der Areale zahlreicher makaronesischer Arten unterstützt diese These nur zum Teil: die Flora der Inseln umfasst danach, neben mediterranen Elementen, auch Arten mit Ursprung in den Tropen und Subtropen (teilweise aus Amerika) und besitzt insgesamt ein eher geringes Alter von ca. 3 Millionen Jahren, reicht also nur ins Pliozän zurück. Allerdings bestätigt sie den Reliktcharakter einiger Arten, von anderen ist durch fossile Funde aus dem Mittelmeerraum, teilweise bis Mitteleuropa, durchaus ein viel größeres Areal als heute zu erschließen. Sowohl das geologische Alter der Inseln wie auch zahlreiche fossile Funde lassen den Reliktcharakter der Laurisilva insgesamt durchaus plausibel erscheinen. Die heutigen Wälder würden demnach in ihrer Ökologie und Gestalt den ehemaligen Wäldern weiter nördlich ähneln, die der Klimaverschlechterung zum Opfer fielen, sind aber wohl nur ein stark an Arten verarmter Rest davon.